# L'album dei ricordi
L'album dei ricordi è un film televisivo del 2014, diretto da Paul A. Kaufman.

## Trama
La fotografa Chloe Davenport acquista ad un mercatino un vecchio album di fotografie e sfogliandolo trova al suo interno il racconto di una storia d'amore vissuta da una coppia. Chloe, che è sempre stata sfortunata in amore, decide di rintracciare i due innamorati per scoprire se esiste realmente il vero amore. Ad aiutarla nella sua ricerca ci pensa il giovane barista Gabe Sinclair.

## Errori
- Quando Chloe e Gabe visitano per la prima volta il ristorante, lui è perfettamente sbarbato. Più tardi quella sera, quando Gabe chiama Chloe per parlare della loro visita al ristorante, sembra avere la barba di almeno una settimana.

## Citazioni televisive
- In una scena del film Taylor menziona l'avvocato Matlock dell'omonima serie televisiva.
- In una scena del film Taylor menziona la serie televisiva CSI - Scena del crimine.
- In una scena del film Gabe menziona la signora Fletcher della serie televisiva La signora in giallo.

## Riconoscimenti
- 2015 - Leo Awards
  - Miglior casting in un film televisivo
  - Nomination Best Picture Editing in a Television Movie
  - Nomination Miglior regista in un film televisivo
  - Nomination Miglior attore no protagonista in un film televisivo a John Cassini
  - Nomination Miglior attrice protagonista in un film televisivo a Meghan Ory